# 23 Аугуст (комуна)
23 Аугуст, Доуезеч-ші-Трей-Аугуст (рум. 23 August) — комуна у повіті Констанца в Румунії. До складу комуни входять такі села (дані про населення за 2002 рік):
- 23 Аугуст (2646 осіб) — адміністративний центр комуни
- Дулчешть (1370 осіб)
- Мошнень (1263 особи)

## Географія
Комуна розташована на відстані 206 км на схід від Бухареста, 28 км на південь від Констанци.

### Клімат
| Клімат 23 Аугуста       | Клімат 23 Аугуста | Клімат 23 Аугуста | Клімат 23 Аугуста | Клімат 23 Аугуста | Клімат 23 Аугуста | Клімат 23 Аугуста | Клімат 23 Аугуста | Клімат 23 Аугуста | Клімат 23 Аугуста | Клімат 23 Аугуста | Клімат 23 Аугуста | Клімат 23 Аугуста | Клімат 23 Аугуста |
| Показник                | Січ.              | Лют.              | Бер.              | Квіт.             | Трав.             | Черв.             | Лип.              | Серп.             | Вер.              | Жовт.             | Лист.             | Груд.             | Рік               |
| Середній максимум, °C   | 3,7               | 4,9               | 8,1               | 13,8              | 19,3              | 23,8              | 25,9              | 25,8              | 22,4              | 17,0              | 11,6              | 6,4               | 15,2              |
| Середня температура, °C | 0,5               | 1,6               | 4,6               | 9,9               | 15,5              | 20,0              | 22,0              | 21,8              | 18,3              | 13,1              | 8,0               | 3,2               | 11,5              |
| Середній мінімум, °C    | −2,3              | −1                | 2,1               | 6,9               | 12,1              | 16,2              | 18,0              | 17,9              | 14,6              | 9,8               | 5,0               | 0,5               | 8,3               |
| Днів з опадами          | 5                 | 5                 | 5                 | 5                 | 6                 | 6                 | 5                 | 3                 | 3                 | 4                 | 6                 | 6                 | 59                |
| ----------------------- | ----------------- | ----------------- | ----------------- | ----------------- | ----------------- | ----------------- | ----------------- | ----------------- | ----------------- | ----------------- | ----------------- | ----------------- | ----------------- |
| Джерело: www.yr.no      |                   |                   |                   |                   |                   |                   |                   |                   |                   |                   |                   |                   |                   |

## Населення
За даними перепису населення 2002 року у комуні проживали 5279 осіб.
Національний склад населення комуни:
| Національність   | Кількість осіб | Відсоток |
| ---------------- | -------------- | -------- |
| румуни           | 4699           | 89,0 %   |
| татари           | 509            | 9,6 %    |
| цигани           | 44             | 0,8 %    |
| турки            | 14             | 0,3 %    |
| угорці           | 7              | 0,1 %    |
| українці         | 2              | < 0,1 %  |
| росіяни-липовани | 2              | < 0,1 %  |
| серби            | 1              | < 0,1 %  |
| болгари          | 1              | < 0,1 %  |

Рідною мовою назвали:
| Мова       | Кількість осіб | Відсоток |
| ---------- | -------------- | -------- |
| румунська  | 4743           | 89,8 %   |
| татарська  | 506            | 9,6 %    |
| турецька   | 14             | 0,3 %    |
| угорська   | 7              | 0,1 %    |
| циганська  | 5              | 0,1 %    |
| російська  | 2              | < 0,1 %  |
| українська | 1              | < 0,1 %  |
| сербська   | 1              | < 0,1 %  |

Склад населення комуни за віросповіданням:
| Релігія                             | Кількість осіб | Відсоток |
| ----------------------------------- | -------------- | -------- |
| православні                         | 4712           | 89,3 %   |
| мусульмани                          | 521            | 9,9 %    |
| п'ятдесятники                       | 21             | 0,4 %    |
| римо-католики                       | 11             | 0,2 %    |
| баптисти                            | 4              | 0,1 %    |
| лютерани                            | 2              | < 0,1 %  |
| атеїсти                             | 2              | < 0,1 %  |
| реформати                           | 1              | < 0,1 %  |
| греко-католики                      | 1              | < 0,1 %  |
| лютерани (Аугсбурзького сповідання) | 1              | < 0,1 %  |
| не вказали релігію                  | 1              | < 0,1 %  |